# Rosalinde (lune)
Pour les articles homonymes, voir Rosalinde.
Rosalinde (U XIII Rosalind) est un satellite naturel d'Uranus du groupe de Portia.
Rosalinde fut découverte en 1986 par la sonde Voyager 2 d'où sa désignation temporaire S/1986 U 4. Excepté ses caractéristiques orbitales et une estimation de ses dimensions, on ne connaît que peu de chose à son sujet.
Le nom « Rosalinde » vient de la fille du duc exilé dans la pièce Comme il vous plaira de William Shakespeare.